# Napkeleti bölcsek

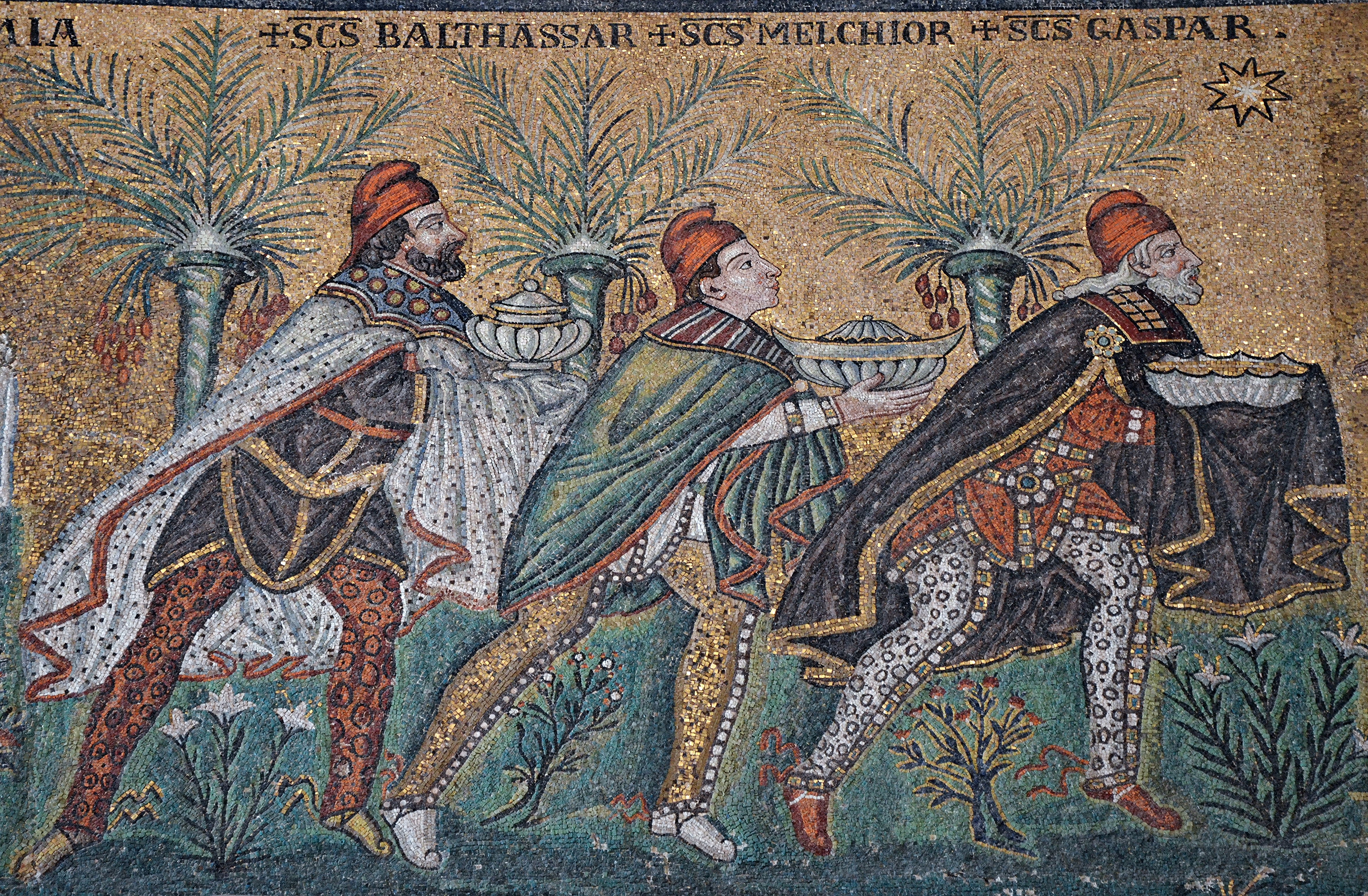
A háromkirályok imádása a ravennai Sant'Apollinare Nuovo bazilika mozaikján (6–7. század)

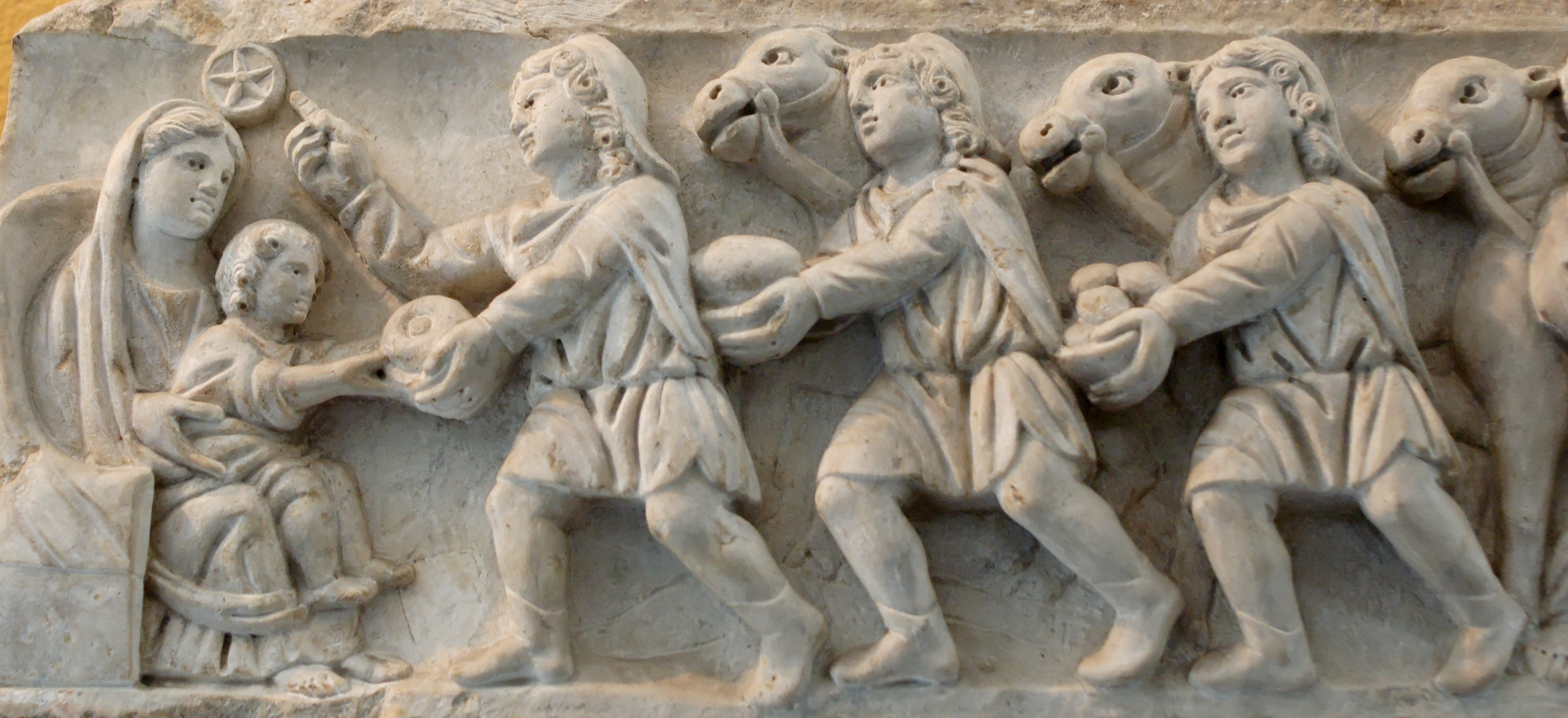
A háromkirályok imádása római szarkofágon, 4. század

A bibliai napkeleti bölcsek a csillag vezetésével keletről Betlehembe érkeztek, hogy hódoljanak Jézusnak, a zsidók új királyának. Szokás háromkirályoknak is nevezni őket, ám a Biblia nem nevezi királyoknak őket, arról sem szól, hogy hárman volnának. A Biblia szóhasználata alapján helyesebb a napkeleti bölcsek elnevezés. A keresztények  névvel is illetik őket: Gáspár, Menyhért és Boldizsár.

## Életük

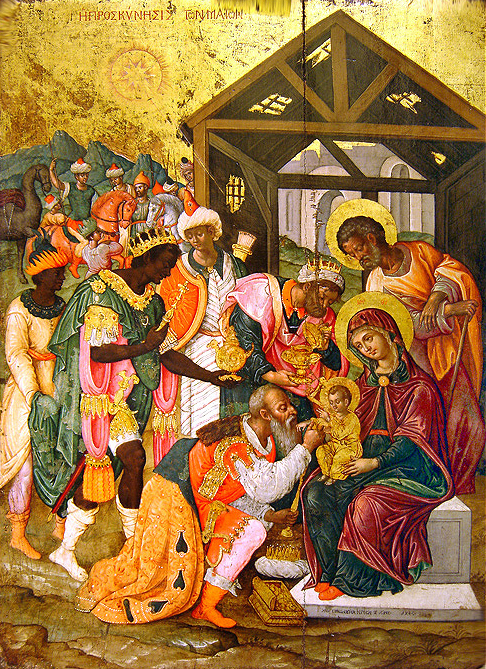
A háromkirályok imádása, ikon, Keresztény múzeum, Athén

Máté evangéliumának gyermekségtörténetében (Mt 2,1–16) olvashatunk egyedül a keletről érkezett mágusokról, bölcsekről (Μάγοι από ανατολών – magoi apo anatolón ’mágusok keletről’), akik egy csillagot követve, a zsidók újszülött királyát keresték Jeruzsálemben, Heródes palotájában, aki meghagyta nekik, hogy majd visszatérve mondják el pontosan a Kisded tartózkodási helyét, hogy majd ő is leborulva imádhassa. Az itt kapott útbaigazítás után tovább haladtak a csillag vezetésével Betlehembe, ahol megtalálták Jézust, de álmot láttak, s nem tértek vissza Heródeshez.
Ezen túlmenően nem tudunk semmit a bölcsekről. Mivel a magoi [mágus] kifejezés a perzsa papság legfelsőbb „kasztját” illette, innen valószínűsítik, hogy perzsa papok vagy babilóniai csillagászok lehettek, Mezopotámiából, Babilóniából vagy a párthus területekről.

### Számuk
Máté leírása egyszerűen bölcsekről beszél többes számban. Nem említi, hogy hányan voltak. Mégis elterjedt vélekedés, hogy három bölcsről van szó. Ennek alapja az általuk hozott háromféle ajándék: „Kinyitották kincsesládájukat, és ajándékokat adtak neki: aranyat, tömjént és mirhát.” Ennek megfelelően a 6. század körül három nevet adtak a mágusoknak.
A hármas szám utalhat az akkor ismert földrészekre (Európa, Ázsia, Afrika), más értelmezés szerint a Szentháromságra vagy Krisztus méltóságaira (az arany királyságára, a tömjén istenségére, a mirha emberi mivoltára) is.
Megjegyzendő, hogy a szír–arám egyház és az örmények szerint a bölcsek száma 12 volt.

### Királyok voltak a bölcsek?
Egy Párizsban őrzött 7/8. sz. kódex Bithisarea, Melchior, Gathaspa névvel említi őket, ebből alakult a Gáspár, Menyhért, Boldizsár. A köznyelv királyoknak is nevezi a bölcseket, ennek azonban Máténál nincs irodalmi alapja, viszont ezt támogatja az Ószövetség két helye, melyeket a Napkeleti bölcsekkel összefüggésben értelmeznek.
Izajás (Ézsaiás próféta) könyvének 60. fejezetének 3. verseben olvasható: „Világosságodhoz népek jönnek, és királyok a rád ragyogó fényhez … Mindnyájan Sebából jönnek, aranyat és tömjént hoznak, és az Úr dicső tetteit hirdetik”. A 72. zsoltárban pedig: „Tarsísnak és a szigeteknek királyai hozzanak ajándékot, Sába és Szeba királyai fizessenek adót! Boruljon le előtte minden király, minden nép őt szolgálja!”. Ez a két idézet alapot adhat a királyokként való értelmezésnek.
Egy másik magyarázat alapján a XIV. századig a keresztény nyugaton úgy gondolták, hogy három kontinens létezik: Európa, Ázsia és Afrika. A bölcsek ezeknek a királyai. Ez alapján a történet azt fejezi ki, hogy az egész világ hódol Jézus előtt.

## Abetlehemi csillag

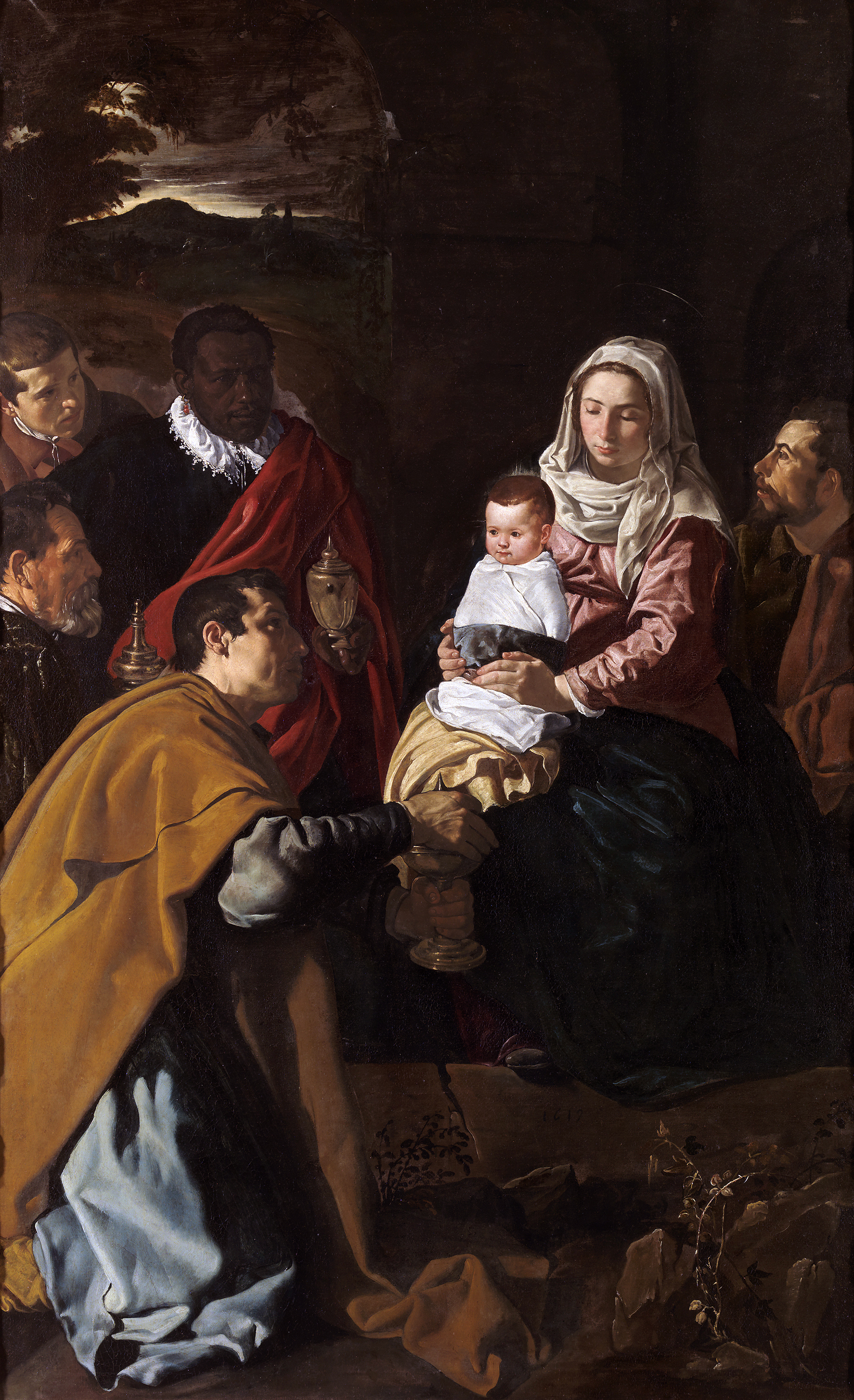
Diego Velázquez: A Háromkirályok imádása, Prado, Madrid

„Amikor Jézus megszületett a júdeai Betlehemben Heródes király idejében, íme, bölcsek érkeztek napkeletről Jeruzsálembe, és ezt kérdezték: »Hol van a zsidók királya, aki most született? Mert láttuk az ő csillagát, amikor feltűnt, és eljöttünk, hogy imádjuk őt.«” (Mt 2,1–2)
A bölcsek egy csillagot követtek Máté leírása szerint. Milyen csillagról lehet szó? Egy hullócsillagot követtek?
Johannes Kepler 1604. október 10-én egy új csillagot fedezett fel, ami nem más volt, mint egy nóvarobbanás. Ez az új csillag nagyon közel helyezkedett el az éppen akkor történő Jupiter és a Szaturnusz együttállásától (coniunctio) a Halak csillagképben. A két bolygó együttállása húszévenként megismétlődik, ekkor általában a bolygók hátráló mozgása miatt háromszor. Számításai alapján hasonló együttállás volt Kr. e. 7-ben is, mégpedig az év folyamán 3 alkalommal. Kepler szerint ez lehetett a betlehemi csillag. Kepler számítását a szippari, közel 2000 éves ékírásos agyagtábla is megerősíti, melyen ugyanerre az évre ezt a csillagászati eseményt előre jelzik. Ez a tábla is 3 együttállást jelez. Ezek alapján, tudva, hogy Jézus valamikor i. e. 6-8 körül született, elfogadhatónak tűnik ez a magyarázat.
Bár egyes kutatók felhívják a figyelmet, a szöveg csillagról beszél – mely vezeti a bölcseket azon a néhány kilométeren is, amely Jeruzsálem és Betlehem között található – inkább együttállásról lehet szó.
Teres Ágoston, Biblia és asztronómia című könyvében részletes szövegvizsgálattal kimutatja, hogy az evangéliumi szöveg bolygók együttállását írja le. A leírás alapján gondolhatunk valóságos asztronómiai jelenségre, mely a bölcseket útnak indította, azonban egyesek szerint Máténak nem szándéka csillagászati adatokat rögzíteni, a szöveg teológiai mondanivalója nem más, mint hogy a pogányok is felismerik a gyermekben az Isten Fiát. Teres Ágoston említett könyvében ezt is részben cáfolja: a legrégibb görög szöveg és ókori csillagászati szakkifejezések összevetésével arra a következtetésre jut, hogy Máté tudományosan bizonyítható pontossággal írja le a csillagászati eseményeket a kor csillagászati szakkifejezéseivel, amit a későbbi fordítók ez irányú mélyebb ismeretek hiányában nem értettek.

### Az ókori Babilon csillagértelmezése
Ma már asztronómiai számítások bizonyítják, hogy a betlehemi csillag a Jupiter és a Szaturnusz együttállása volt a Halak csillagképben. Az ókori babiloni csillagászok a következő megállapításokkal éltek:
A Jupiter az ég ura, s a királyok királyának jele. Fölkelte idején, vagy amikor legmagasabban áll az ég közepén, jóságos és igazságos uralkodók születnek.
A Szaturnusz az „éjszaka Napja”, a nyugati országok és királyok jele, különösen Izrael csillaga. Esti kelte idején bölcs törvényhozók és erős kézzel kormányzó uralkodók születnek.
Ez a két hatalmas vándorcsillag különösen jelentős a Halak csillagképében, amely a közeledő tavasz jele, új élet és új remény égi hírnöke. Nyugati ága alatt áll Judea és Jeruzsálem, keleti ágához tartozik Mezopotámia és Babilon.

## Tiszteletük

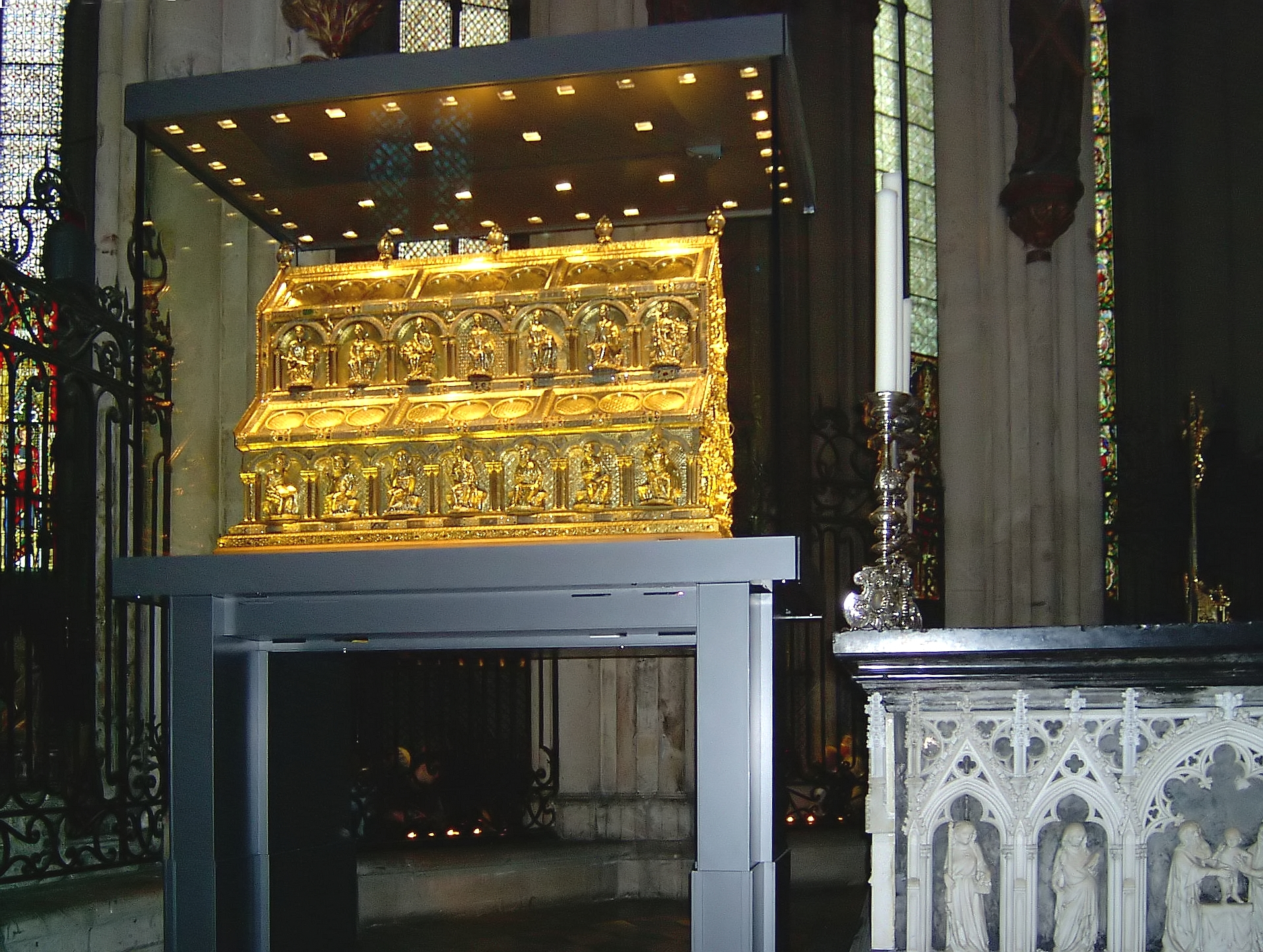
A Háromkirályok ereklyetartója a kölni dómban

A háromkirályok ereklyéit a kölni dómban őrzik egy díszes síremlékben. A hagyomány szerint az ereklyetartóban a bölcsek csontjai találhatók, melyeket Nagy Konstantin édesanyja, Szent Ilona talált meg a Szentföldön, majd vitette Konstantinápolyba, a Hagia Szophia bazilikába. Innen később Milánóba kerültek, majd 1164-ben I. Frigyes császár vitette Kölnbe.
Január 6-át, az ún. Urunk megjelenésének ünnepét (magyar kifejezéssel élve: Vízkereszt napját) Németországban, Ausztriában és Svájcban a Háromkirályok ünnepének (Dreikönigsfest) is nevezik. Néhány német tartományban ez a nap munkaszüneti nap.
Szokás ilyenkor házat, lakást is megáldani. Ekkor kerül fel az ajtófélfára az alábbi felirat, mely az adott évszámot és az áldás tényét tartalmazza:
A három betű a Christus mansionem benedicat! (’Krisztus áldja meg a hajlékot!’) imádság rövidítése. De beleláthatók a háromkirályok neveinek kezdőbetűi is, különösen akkor, ha nem a magyar nevekben gondolkodunk.
A bölcsek nevei:
- angolul: Caspar, Melchior, Balthazar,
- franciául: Gaspard (vagy Gaspar), Melchior, Balthazar (vagy Balthasar),
- németül: Caspar, Melchior, Balthasar,
- olaszul: Gaspare, Melchiorre, Baldassarre,
- spanyolul: Gaspar, Melchor, Baltasar.

## Nevük a hagyományban
A hagyományos három név szír forrásokban fordul elő először:
Karsudas, Hior és Bazantor, amelyek biztosan későbbi jelképes elnevezések. Ezekből alakult ki az 5. században az arám és görög nyelvjárásokban a Kaspar, Melkhior és Baltazar.

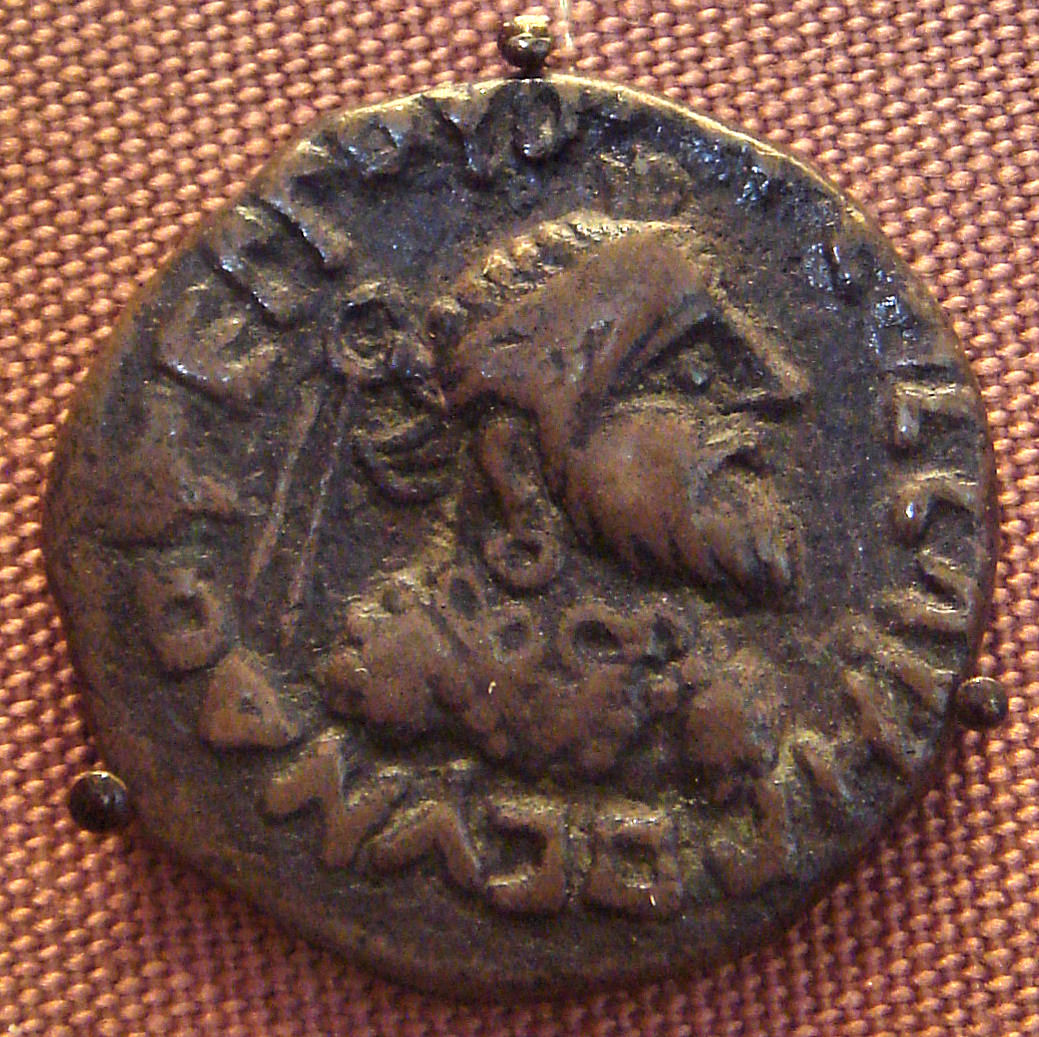
Gondophares (Gáspár) indo-párthus király pénzérméje

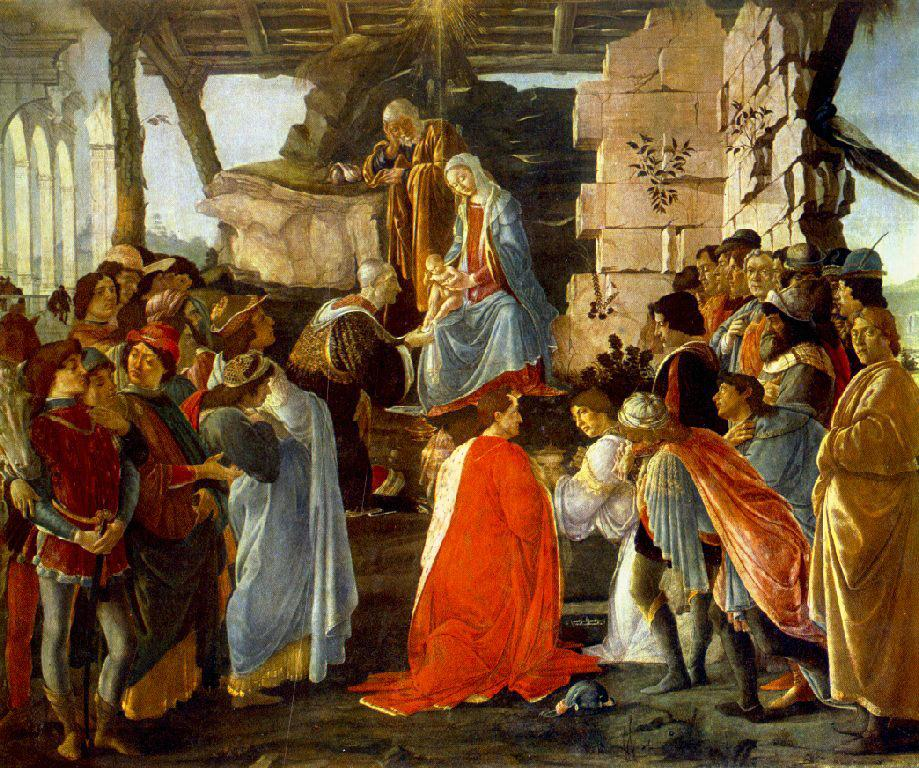
Sandro Botticelli: Háromkirályok imádása

### Gáspár
Kaspar az iráni-perzsa Gathasphar rövidített formája lehet, amelyben a Szaturnusz elnevezése rejlik. A 3. századból fennmaradt az eredeti szír nyelven írt Tamás-akták szövege: az apokrif Tamás apostol cselekedetei c. irat. Ez arról is beszámol, hogy Tamás megtérítette és megkeresztelte az indo-parthus királyt, akinek neve Gadaphar, görög átírásban Gathasphar volt. Emlékét őrzi egy érme és egy sziklafelirat a nyugat-pakisztáni Kush hegységben. Nevéből alakult ki a latin Caspar, amelyet a legöregebb mágusnak tulajdonítottak. Ennek a hagyománynak alapján jött létre a középkori legenda arról, hogy Tamás apostol keresztelte meg a Betlehemben járt mágusokat is. A legendától eltekintve nincs kizárva, hogy keleti missziós útjai közben találkozott a babiloni mágusokkal és Mátéval is. Tamás apostol a Kr. u. 70-es években szenvedett vértanúhalált a nyugat-indiai Madrasz közelében. Ma is ott tisztelik első síremlékét és templomát.

### Menyhért
Melkhior kifejezetten héber név: melekhi-or = királyom-fény, vagy Fény-király, ami már Jupiterre emlékeztet, a királyok csillagára. Úgy látszik, hogy egyes ókeresztény hagyományok is héber származásúnak tartottak legalább egyet a három mágus között, akit Melkhiornak neveztek.

### Boldizsár
Dániel próféta babiloni neve, aki a legfőbb mágus volt Babilonban, és látomásai voltak a Messiással kapcsolatban. 
A perzsa és görög uralkodók mágusoknak hívták a kaldeus papokat. Babilonban a papok sokáig a kaldeus népcsoporthoz tartoztak. A babiloni csillagászok pedig a papi osztály legelőkelőbb tagjai voltak. Dániel gyerekkorában került Babilonba a száműzött izraeliták első csoportjával, Kr. e. 597-ben. Nabukodonozor kiválasztott néhány nemes családból származó izraelita fiút, akik hároméves kiképzést kaptak. Megtanulták a kaldeusok nyelvét, írását és minden tudományát, hogy aztán a királyi udvarban teljesítsenek szolgálatot. Köztük Dániel volt a legtehetségesebb, látnoki képességgel rendelkezett, ezért új nevet adtak neki: Bel-tsar-uzur = az Úr-óvja-életét. (Ez a név a görög és latin átírásban Balhasar, magyarul Boldizsár. Újabb fordításokban Béltsacár.)
Nabukodonozornak (Nabukadnezárnak) egyszer valami igen jelentős álma volt az ország jövőjéről, de nem emlékezett rá pontosan. Hívatta mágusait és azt követelte tőlük, hogy mondják meg, mit álmodott. Egyikük sem tudta, csak Dániel, aki az álom értelmét is megmagyarázta. Ekkor Nabukodonozor kinevezte őt „az összes babiloni bölcs elöljárójává és minden tartomány kormányzójává” (Dán 2,4-48). 
Később, amikor a király látta, hogy Dániel minden jóslata szó szerint beteljesedett, a legfőbb mágus rangjára emelte őt (Dán 4,6; 5,11). Ezek az elbeszélések a 8. fejezetig arámiul vannak írva a héber Bibliában. A könyv szerkesztői bizonyára az eredeti babiloni feljegyzéseket idézik, mert a kaldeusok nyelvjárása is arámi volt. Az arámi kifejezés (ráb-haretumíja és ráb-hartumí) megfelel a babiloni elnevezésnek: nagy tudós és mester. Az ószír és görög szövegben ennek jelentése: a kaldeus mágusok legfőbb elöljárója.